# George R.R. Martin
George Raymond Richard Martin (Bayonne (New Jersey), 20 september 1948) is een Amerikaans schrijver van high fantasy, sciencefiction en scenario's en is daarnaast filmproducent.
Hij heeft journalistiek gedoceerd en is een organisator geweest van schaaktoernooien. De serie Het lied van ijs en vuur, waar de televisieserie Game of Thrones op is gebaseerd, wordt, ook door hemzelf, beschouwd als zijn magnum opus.

## Loopbaan

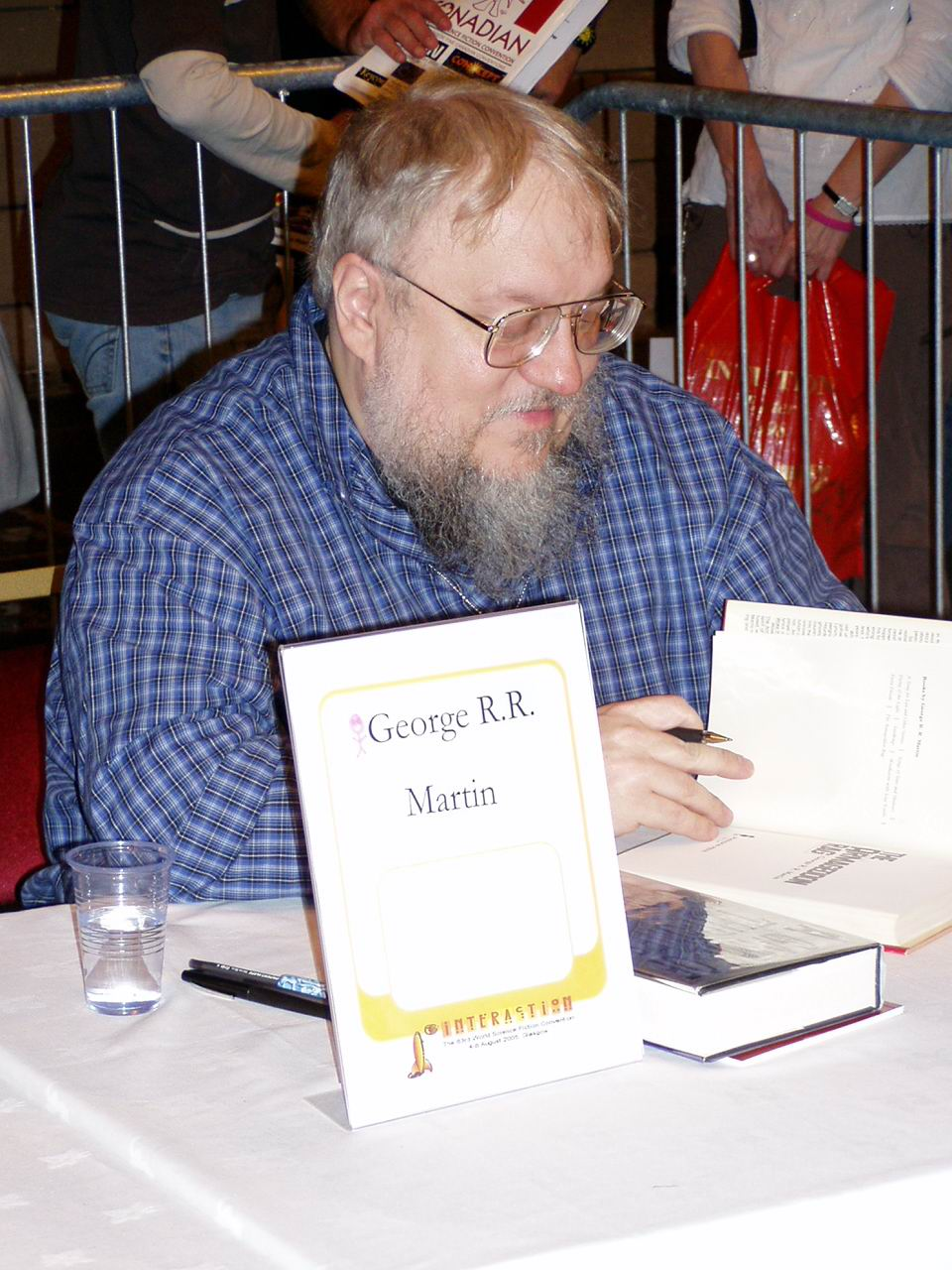
George R.R. Martin in 2005.

George R.R. Martin schreef in de jaren zeventig veel korte verhalen en won daarmee verschillende prijzen, waaronder drie Hugo Awards voor de novelles A Song for Lya (1975), The Way of Cross and Dragon (1980) en Sandkings (1980). Voor dit laatste werk won hij ook de Nebula Award. In 1986 kreeg hij voor de novelle Portraits of His Children een tweede Nebula. Voor The Skin Trade ontving hij in 1989 de World Fantasy Award en in 1997 won hij zijn vierde Hugo met Blood of the Dragon. Martin is ook de winnaar van zes Locus Awards, onder andere voor de eerste drie romans van A Song of Ice and Fire.
Hoewel veel van zijn werk behoort tot de genres fantasy en horror is Martin ook schrijver van sciencefiction en scenario's. Vanaf 1986 werkte Martin voor televisie aan de series The New Twilight Zone en Beauty and the Beast. Daarnaast was hij ook redacteur, verantwoordelijk voor onder andere de Wild Cards-cyclus, waarin meerdere schrijvers, waaronder Roger Zelazny, hun boeken konden laten plaatsvinden in hetzelfde, gedeelde universum. Martins korte verhaal met deze naam werd verfilmd als Nightflyers in 1987.
In 1996 keerde Martin terug naar het schrijven. Hij begon met de epische fantasyserie A Song of Ice and Fire, het werk dat hem populair maakte bij het publiek. Zijn werken onderscheiden zich voornamelijk door het geweven realisme. Bij Martin zijn er geen pure goede personen of volstrekt slechte tegenstanders; veel sympathieke personages sterven, vaak op gruwelijke wijze, niet zelden door verraad. Ook het lijden van de gewone bevolking onder de oorlogen van koningen wordt genadeloos in beeld gebracht.
In 2007 kreeg de Amerikaanse betaalzender Home Box Office (HBO) de televisierechten van de A Song of Ice and Fire-cyclus, waarna er een televisieserie volgde onder de naam Game of Thrones, die op 17 april 2011 in première ging. George R.R. Martin maakte deel uit van het team van producenten van deze serie en schreef elk seizoen een script. Voor de eerste vier seizoenen waren dit respectievelijk "The Pointy End" (aflevering 8 seizoen 1), "Blackwater" (aflevering 9 seizoen 2), "The Bear and the Maiden Fair" (aflevering 7 seizoen 3) en "The Lion and The Rose" (aflevering 2 seizoen 4). Hier kwam verandering in met seizoen vijf. Martin wilde liever het zesde boek in de reeks, The Winds of Winter, afmaken. Ook voor het zesde seizoen heeft hij geen script geschreven.

### A Song of Ice and FirecyclusHet lied van ijs en vuur
- A Game of Thrones (1996): Het spel der tronen
- A Clash of Kings (1999): De strijd der koningen
- A Storm of Swords (2000): Een storm van zwaarden
- A Feast for Crows (2005): Een feestmaal voor kraaien
- A Dance With Dragons (2011): Een dans met draken

### Over de wereld van ijs en vuur
- Lands of Ice and Fire (2012)
- The world of ice and fire (2014 - met Elio M. García, Jr., en Linda Antonsson): De wereld van ijs en vuur - Verborgen geschiedenis van Westeros & Game of Thrones
- Fire & Blood (2018): Vuur & Bloed - Deel 1: De opkomst en ondergang van het huis Targaryen van Westeros

### Tales of Dunk and Eggcyclus
- The Hedge Knight (1998): De hagenridder
- The Sworn Sword (2003): De eed van trouw
- The Mystery Knight (2010): De onbekende ridder

### Onafgewerkte verhalen

#### In de "het lied van ijs en vuur" cyclus
- The Winds of Winter (begonnen in 2011, nog steeds bezig)
- A Dream of Spring

#### Andere onafgewerkte verhalen
- Black and White and Red All Over (begonnen in 1985, gepauzeerd)
- Avalon (begonnen in 1996, gepauzeerd)

### Overige romans
- Dying of the Light (1977): Het Tanende Licht. Debuutroman, later in 2008 uitgegeven als Het Stervende Licht
- Windhaven (1981 - met Lisa Tuttle): Windhaven
- Fevre Dream (1982): De Fevre Dream
- The Armageddon Rag (1983)
- The Ice Dragon (1980 kortverhaal, 2006 boek met illustraties van Yvonne Gilbert): De IJsdraak
- Hunter's Run (2008 - met Gardner Dozois en Daniel Abraham)

### Verhalenbundels
- A Song for Lya (1976)
- Songs of Stars and Shadows (1977)
- Sandkings (1981)
- Songs the Dead Men Sing (1983)
- Nightflyers (1985)
- Tuf Voyaging (1987)
- Portraits of His Children (1987)
- Quartet (2001)
- Dreamsongs: A RRetrospective (2003)
- Shadow Twin (2005 - met Gardner Dozois en Daniel Abraham) (Werd later uitgebreid tot Hunter’s Run)
- Starlady and Fast-Friend (2008)

### Televisie

#### Twilight Zone
- "The Last Defender of Camelot" (1986) gebaseerd op het korte verhaal van Roger Zelazny
- 'The Once and Future King' (1986) gebaseerd op een verhaal van Bryce Maritano.
- "Lost and Found" (1986) gebaseerd op het korte verhaal van Phyllis Eisenstein.
- "The Toys of Caliban" (1986) gebaseerd op het verhaal van Terry Matz
- 'The Road Less Travelled' (1986)

#### Beauty and the Beast
- “Terrible Savior” (1987)
- “Masques” (1987)
- “Shades of Grey” (1988) with David Peckinpah.
- “Promises of Someday” (1988)
- “Ozymandias” (1988)
- “Dead of Winter” (1988)
- “Brothers” (1989)
- “When the Blue Bird Sings” (1989) with Robert John Guttke
- “A Kingdom by the Sea” (1989)
- “Ceremony of Innocence” (1989)
- “Snow” (1989)
- “Beggar’s Comet” (1990)
- “Invictus” (1990)

#### Game of Thrones
- “The Pointy End” (2011)
- “Blackwater” (2012)
- "The Bear and the Maiden Fair” (2013)
- “The Lion and the Rose” (2014)

#### Doorways
- “Doorways”—Pilot geschreven in 1991, gefilmd in 1992, uitgegeven in 1993

### Televisie afleveringen gebaseerd op zijn werk
- "The Hitchhiker" (1984) gebaseerd op Remembering Melody
- "The Outer Limits" (1995, 2002) de afleveringen The Sandkings en Final Appeal zijn gebaseerd op Sandkings
- "Nightflyers" (2018) gebaseerd op Nightflyers
- "House of the Dragon" (2022 - nu) gebaseerd op de tweede helft van Vuur & Bloed - Deel 1: De opkomst en ondergang van het huis Targaryen van Westeros

### Als redacteur
- The John W. Campbell Awards, Vol.5, Bluejay Books, 1984
- The Science Fiction Weight-Loss Book, Crown, 1983 (co-redacteurs: Isaac Asimov & Martin Harry Greenberg)
- Night Visions 3, Dark Harvest, 1986

#### New Voices In Science Fiction
- New Voices In Science Fiction, Macmillan, l977
- New Voices II, HBJ/Jove, 1979
- New Voices III, Berkley, 1980
- New Voices 4, Berkley, 1981

#### Wild Cards
- Wild Cards, Bantam Books, 1987
- Wild Cards II: Aces High, Bantam Books, 1987
- Wild Cards III: Jokers Wild, Bantam Books, 1987
- Wild Cards IV: Aces Abroad, Bantam Books, 1988
- Wild Cards V: Down & Dirty, Bantam Books, 1988
- Wild Cards VI: Ace in the Hole, Bantam Books, 1990
- Wild Cards VII: Dead Man’s Hand, Bantam Books, 1990
- Wild Cards VIII: One-Eyed Jacks, Bantam Books, 1991
- Wild Cards IX: Jokertown Shuffle, Bantam Books, 1991
- Wild Cards X: Double Solitaire, a novel by Melinda M. Snodgrass, Bantam Books,1992
- Wild Cards XI: Dealer’s Choice, Bantam Books, 1992
- Wild Cards XII: Turn of the Cards, a novel by Victor Milan, Bantam Books, 1993
- Card Sharks (Wild Cards 13), Baen Books, 1993
- Marked Cards (Wild Cards 14), Baen Books, 1994
- Black Trump (Wild Cards 15), Baen Books, 1995
- Wild Cards XVI: Deuces Down, ibooks, 2002
- Wild Cards XVII: Death Draws Five, a novel by John J. Miller, ibooks, 2006
- Inside Straight (Wild Cards 18), Tor Books, 2008
- Busted Flush (Wild Cards 19), Tor Books, 2008
- Suicide Kings (Wild Cards 20), Tor Books, 2009
- Fort Freak (Wild Cards 21), Tor Books, 2011
- Lowball (Wild Cards 22), Tor Books, 2014
- High Stakes, (Wild Cards 23), Tor Books, 2016
- Mississippi Roll (Wild Cards 24), Tor Books, 2017
- Low Chicago (Wild Cards 25), Tor Books, 2018
- Texas Hold’um (Wild Cards 26), Tor Books, 2018
- Knaves over Queens, (Wild Cards 27), Tor Books, 2019
- Three Kings (Wild Cards 28), Tor Books, 2020
- Joker Moon (Wild Cards 29), Tor Books, 2021
- Full House (Wild Cards 30), Tor Books, 2022

## Filmografie

### Film
| Jaar | Titel                    | Acteur | Schrijver | Producer | Nota                  |
| ---- | ------------------------ | ------ | --------- | -------- | --------------------- |
| 1987 | Nightflyers              | Nee    | Ja        | Nee      |                       |
| 2015 | Sharknado 3: Oh Hell No! | Ja     | Nee       | Nee      | Hijzelf               |
| 2018 | Meow Wolf: Origin Story  | Nee    | Nee       | Ja       | Documentaire, Hijzelf |

### Televisie
| Jaar       | Titel                | Acteur | Schrijver | Producer | Nota                                              |
| ---------- | -------------------- | ------ | --------- | -------- | ------------------------------------------------- |
| 1984       | The Hitchhiker       | Nee    | Ja        | Nee      | gebaseerd op het korte verhaal Remembering Melody |
| 1986       | The Twilight Zone    | Nee    | Ja        | Nee      | vijf afleveringen                                 |
| 1987–1990  | Beauty and the Beast | Ja     | Ja        | Ja       |                                                   |
| 1992       | Doorways             | Nee    | Ja        | Ja       |                                                   |
| 1995, 2002 | The Outer Limits     | Nee    | Ja        | Nee      |                                                   |
| 2011–2019  | Game of Thrones      | Ja     | Ja        | Ja       |                                                   |
| 2014       | Robot Chicken        | Ja     | Nee       | Nee      |                                                   |
| 2015       | Z Nation             | Ja     | Nee       | Nee      | Hijzelf                                           |
| 2018       | Nightflyers          | Nee    | Ja        | Ja       |                                                   |
| 2022–nu    | House of the Dragon  | Nee    | Nee       | Ja       | bedenker en uitvoerend producent                  |
| 2022–nu    | Dark Winds           | Nee    | Nee       | Ja       | Uitvoerend producent                              |

### Video games
| Jaar | Titel           | Acteur | Schrijver | Producer | Nota               |
| ---- | --------------- | ------ | --------- | -------- | ------------------ |
| 2012 | Game of Thrones | Nee    | Nee       | Ja       | Executive producer |
| 2022 | Elden Ring      | Nee    | Ja        | Nee      | Worldbuilding      |

## Prijzen

### Hugo Award
- A Song for Lya (1975) - novelle
- Sandkings (1980) - novelette
- The Way of Cross and Dragon (1980) - kort verhaal
- Blood of the Dragon (1997) - novelle

### Balrog Award
- The Armageddon Rag (1984)

### Nebula Award
- Sandkings (1980) - novelette
- Portraits of His Children (1986) - novelette

### Locus Award
- The Storms of Windhaven (1976) - novelle
- A Song for Lya and Other Stories (1977) - author collection
- Sandkings (1980) - novelette
- The Way of Cross and Dragon (1980) - kort verhaal
- Nightflyers (1981) - novelle
- Guardians (1982) - novelette
- Sandkings (1982) - single author collection
- The Monkey Treatment (1984) - novelette
- A Game of Thrones (1997) - fantasy novel
- A Clash of Kings (1999) - fantasy novel
- A Storm of Swords (2001) - fantasy novel

### World Fantasy Award
- The Skin Trade (1989) - novelle

### Bram Stoker Award
- The Pear-Shaped Man (1988) - novelette